# Duitse fietsroute 12
De R12 (Duitse fietsroute 12) is een fietsroute in Duitsland. De route is het verlengstuk van de LF13 Schelde-Rheinroute in Duitsland en verbindt deze route met de Rijn. De route is bewegwijzerd in twee richtingen. 

## Traject
De route start in Venlo aan de Maas waar kan worden aangesloten op de EuroVelo EV4 Midden-Europaroute en de EuroVelo EV19 Maasroute. Ook kan worden aangesloten op de LF13 Schelde-Rheinroute en op de LF Maasroute. Verder kan worden aangesloten op de Fietsallee langs de Noordervaart.
De route gaat door Noordrijn-Westfalen en eindigt aan de Rijn. Hier kan worden aangesloten op de EuroVelo EV3 Pelgrimsroute en de EuroVelo EV15 Rijnroute. Ook kan worden aangesloten op de Ruhrtalradweg.

## Aansluitingen met Europese routes
- In Venlo kan worden aangesloten op de EuroVelo EV4 Midden-Europaroute.
- In Venlo kan worden aangesloten op de EuroVelo EV19 Maasroute.
- In Duisburg kan worden aangesloten op de EuroVelo EV3 Pelgrimsroute.
- In Duisburg kan worden aangesloten op de EuroVelo EV15 Rijnroute.

## Aansluitingen met andere routes
- In Venlo kan worden aangesloten op de LF13 Schelde-Rheinroute.
- In Venlo kan worden aangesloten op de LF Maasroute.
- In Venlo kan worden aangesloten op de Fietsallee langs de Noordervaart.
- In Duisburg kan worden aangesloten op de Ruhrtalradweg.
- Op elk willekeurig punt kan gebruik worden gemaakt van het fietsroutenetwerk ter plaatse.